# 注射男
注射男（ちゅうしゃおとこ）は、日本の都市伝説のひとつで、現代妖怪の一種。
小学校の校門前や電柱の陰で、下校途中の小学生を待ちぶせしている、全身包帯だらけの姿の怪人で、子供を呼びとめ、隙を見計らって毒薬を注射する、とされる。
妖怪研究家・山口敏太郎は、この噂を、医療事故などによる医療不信、予防接種への恐怖、増加する毒物犯罪、先端恐怖症などの事例と関連付けている。また、山口の公式サイト「妖怪王」への投稿として、彼は身内によって座敷牢に監禁された人物で、怨念のあまり妖怪に生まれ変わったのだという説があげられている。